# Ocnogyna solitaria
Ocnogyna solitaria är en fjärilsart som beskrevs av Ebert 1974. Ocnogyna solitaria ingår i släktet Ocnogyna och familjen björnspinnare. Inga underarter finns listade i Catalogue of Life.